# Нельсон (Нью-Йорк)
Нельсон (англ. Nelson) — місто (англ. town) в США, в окрузі Медісон штату Нью-Йорк. Населення — 1890 осіб (2020).

## Демографія
Згідно з переписом 2010 року, у місті мешкало 1980 осіб у 805 домогосподарствах у складі 558 родин. Було 1135 помешкань
Расовий склад населення:
| - 97,8 % — білих - 0,3 % — чорних або афроамериканців - 0,3 % — азіатів - 0,2 % — корінних американців - 0,1 % — вихідців з тихоокеанських островів |

До двох чи більше рас належало 1,2 %. Частка іспаномовних становила 1,3 % від усіх жителів.
За віковим діапазоном населення розподілялося таким чином: 21,6 % — особи молодші 18 років, 66,6 % — особи у віці 18—64 років, 11,8 % — особи у віці 65 років та старші. Медіана віку мешканця становила 44,5 року. На 100 осіб жіночої статі у місті припадало 104,3 чоловіків;  на 100 жінок у віці від 18 років та старших — 106,2 чоловіків також старших 18 років.
Середній дохід на одне домашнє господарство  становив 75 236 доларів США (медіана — 67 000), а середній дохід на одну сім'ю — 83 885 доларів (медіана — 78 250). Медіана доходів становила 51 743 долари для чоловіків та 44 657 доларів для жінок. За межею бідності перебувало 6,8 % осіб, у тому числі 9,8 % дітей у віці до 18 років та 4,1 % осіб у віці 65 років та старших.
Цивільне працевлаштоване населення становило 989 осіб. Основні галузі зайнятості: освіта, охорона здоров'я та соціальна допомога — 28,8 %, будівництво — 10,7 %, роздрібна торгівля — 8,7 %, науковці, спеціалісти, менеджери — 8,6 %.